# Christophe Riblon
Christophe Riblon (* 17. Januar 1981 in Tremblay-en-France) ist ein ehemaliger französischer Radrennfahrer.

## Werdegang
Christophe Riblon wurde 2004 französischer Amateur-Meister und durfte daraufhin bei Ag2r Prévoyance als Stagiaire fahren. Im Folgenden wurde er von dem französischen UCI ProTeam unter Vertrag genommen. Bei der Vuelta a Castilla y León konnte er dann auf der dritten Etappe seinen ersten Profierfolg feiern. 2006 wurde er auf einer Etappe der Tour de Langkawi Dritter. Außerdem gewann er eine Etappe beim Circuit de Lorraine. Bei der Tour de France 2010 gewann er die 14. Etappe von Revel nach Ax-3 Domaines, 2013 die 18. Etappe von Gap nach Alpe d’Huez.
Riblon war auch auf der Bahn aktiv. Seine größten Erfolge waren hier die Vize-Weltmeisterschaften im Punktefahren bei der Weltmeisterschaft 2008 und im Madison mit Morgan Kneisky 2010.

## Erfolge
2004
- Französische Meisterschaft – Straßenrennen (Amateure)

2005
- eine Etappe Vuelta a Castilla y León

2006
- eine Etappe Circuit de Lorraine

2007
- Tour de la Somme

2008
- Weltmeisterschaft – Punktefahren

2009
- eine Etappe Route du Sud

2010
- Weltmeisterschaft – Madison (mit Morgan Kneisky)
- Les Boucles du Sud Ardèche
- eine Etappe Tour de France

2013
- eine Etappe und  Kämpferischster Fahrer Tour de France
- eine Etappe Polen-Rundfahrt

## Grand Tours-Platzierungen
| Grand Tour            | 2007 | 2008 | 2009 | 2010 | 2011 | 2012 | 2013 | 2014 | 2015 | 2016 | 2017 |
| --------------------- | ---- | ---- | ---- | ---- | ---- | ---- | ---- | ---- | ---- | ---- | ---- |
| Giro d’ItaliaGiro     | 82   | –    | –    | –    | –    | –    | –    | –    | –    | –    | –    |
| Tour de FranceTour    | –    | 137  | 82   | 28   | 51   | 73   | 37   | 120  | 68   | –    | –    |
| Vuelta a EspañaVuelta | –    | –    | 46   | 130  | –    | 162  | –    | –    | –    | 153  | –    |